# Air India
Air India (Hindi:एअर इंडिया) (conocida como Air India Air Transport Services Limited) es la aerolínea de bandera de la India con sede principal en el Aeropuerto Internacional Chhatrapati Shivaji de Bombay, cubre distintos destinos a nivel nacional e internacional con una flota compuesta por aviones de los fabricantes Airbus y Boeing. Es la principal y más antigua aerolínea de la India y tiene como sede corporativa el Air India Building ubicado en Nariman Point al sur de Bombay.
Air India tiene dos centros de operaciones principales a nivel nacional: en Bombay y en Nueva Delhi, además de otros centros de operación a nivel internacional en Fráncfort, Alemania y Londres, Reino Unido.

## Historia
Air India se fundó el 15 de octubre de 1932 bajo el nombre de Tata Airlines, la compañía se encargaba del transporte de correo desde Karachi hasta Bombay a través de Ahmedabad y lo hacía con un avión tipo: De Havilland Puss Moth, al terminar de cubrir dicho trayecto el avión seguía hasta Madras y estaba bajo el mando del capitán Nevill Vincent. Tras finalizar la Segunda Guerra Mundial las operaciones aéreas comerciales se reaundaron en India y fue el 29 de julio de 1946 cuando la aerolínea empezó a transportar pasajeros bajo el nombre con el que se conoce actualmente: Air India. En 1948, luego de la Independencia de la India, el 49% de las acciones de la aerolínea fueron adquiridas por el Gobierno de la India, con la opción de poder adquirir a corto plazo un 2% adicional. Desde entonces, la compañía fue designada como la aerolínea bandera de la India y bajo el título de Air India International se dispuso a servir destinos internacionales, haciendo vuelos desde Bombay a Londres vía El Cairo, Egipto y Ginebra, Suiza, con un avión Lockheed Constellation L-749A que llevaba el nombre Malabar Princess y con matrícula VT-CQP. En 1950 se inició también el segundo vuelo internacional desde Bombay hacia Nairobi, Kenia vía Adén, Yemen.
El 1 de agosto de 1953 el Gobierno de la India ejerció la opción para adquirir el 2% adicional de las acciones de la aerolínea quedando con la mayoría accionaria y nacionalizando la empresa, al mismo tiempo, todas las rutas nacionales fueron transferidas a Indian Airlines. En 1954 la aerolínea recibió el primer L-1049 Super Constellation con el que inauguró nuevos servicios a Bangkok, Hong Kong, Tokio y Singapur.
En 1960 la aerolínea entró a la era jet con la adquisición de un Boeing 707-420 con matrícula VT-DJJ y con el nombre Gauri Shankar, con dicho avión inició servicios hasta Nueva York vía Londres. El 8 de junio de 1962 fue oficializado nuevamente el nombre de Air India, en el mismo mes, se convirtió en la primera aerolínea mundial en tener toda su flota con aviones tipo jet. En 1971 llegó el primer Boeing 747-200B con matrícula VT-EBD y con el nombre de Emperor Ashoka que coincidió con la implementación de Palace in the Sky como eslogan. Entre 1986 y 1988 llegaron también a la flota Airbus A310-300 y Boeing 747-300. En 1993 se incorporó el primer 747-400 a la flota con matrícula VT-ESM y nombre Konark, con dicha aeronave si inició el servicio directo de Nueva Delhi a Nueva York, además, en 1996 de inauguró el segundo destino de la compañía en Estados Unidos hacia Chicago.
En el año 2000 Air India introdujo a su red de destinos la ciudad de Shanghái, China y Newark, Estados Unidos. En 2004 se crea la filial de bajo costo Air India Express para conectar a India con las principales ciudades del Medio Oriente y del Sur de Asia, además de iniciar vuelos directos a Los Ángeles, Estados Unidos. Más tarde en 2007 el gobierno indio anunció la fusión de la compañía con Indian Airlines para crear un holding llamado  National Aviation Company of India Limited (NACIL). En 2009 se crea el HUB de operaciones en el Aeropuerto de Fráncfort del Meno, con la intención de conectar a mayor cantidad de destinos en Estados Unidos.
El 8 de octubre de 2021, el gobierno indio anunció que el Grupo Tata sería el nuevo dueño de la aerolínea al resultar ganador en la subasta pública que se convocó.

## Destinos
La compañía opera en varias ciudades de América del Norte, Asia, Europa y Oceanía hasta la fecha. 

## Flota

### Flota Actual
Air India cuenta con una flota compuesta por los siguientes aviones de los fabricantes Airbus y Boeing que se describen a continuación con una edad promedio de 9,3 años (noviembre de 2024):

## Accidentes e incidentes
- El 27 de diciembre de 1947, un Douglas DC-3 de matrícula VT-AUG con 23 personas a bordo se estrelló mientras cubría la ruta de Karachi, Pakistán a Bombay, India, el piloto perdió el control de la aeronave lo que hizo que cayera y se estrellara en Korangi Creek, los 4 tripulantes y los 19 pasajeros que estaban a bordo fallecieron.[17]
- El 6 de febrero de 1948, un Vickers 632 con matrícula VT-CLY con 19 ocupantes a bordo (4 tripulantes y 15 pasajeros) se estrelló mientras intentaba aterrizar en Bombay, la causa del accidente fue que uno de los motores falló haciendo que el avión perdiera el control y sufriera el percance. Ninguna de las personas que viajan en el avión murió.[18]
- El vuelo 245 de Air India se accidentó mientras cubría la ruta de Bombay, India a Londres, Inglaterra vía El Cairo, Egipto y Ginebra, Suiza. El avión un Lockheed L-749 Constellation de matrícula VT-CQP se estrelló mientras volaba sobre Mont Blanc, Francia a 15.000 pies de altura.[19]
- El 15 de septiembre de 1951, un Douglas C-47A-30-DK Dakota III de matrícula VT-CCA se estrelló en el Aeropuerto Internacional de Bangalore mientras cubría la ruta nacional Bangalore - Trivandrum, al momento del despegue los pilotos dejaron el piloto automático activado, perdiendo el control del avión y produciendo la colisión, todos sus 27 ocupantes (4 tripulantes y 23 pasajeros) murieron.[20]
- El 9 de mayo de 1953, un Douglas C-47A-25-DK con matrícula VT-AUD que cubría la ruta Nueva Delhi - Ahmedabad se estrelló a los cinco minutos de haber despegado de Nueva Delhi, al parecer, el primer oficial realizó un movimiento muy pronunciado a baja altitud lo que pudo hacer que el avión entrara en pérdida y colisionara, la falta de experiencia del piloto en la aeronave fue declarada una de las causas del accidente, las 18 personas que ocupaban el avión fallecieron.[21]
- El 11 de abril de 1955, un Lockheed L-749 Constellation de matrícula VT-DEP y bautizado como Kashmir Princess que cubría la ruta de Hong Kong a Yakarta, Indonesia. Mientras volaba a 18.000 pies de altura se escuchó una explosión cerca del motor 3 que llenó de humo la cabina de pasajeros, el capitán intentó hacer un descenso de emergencia pero se produjo una falla hidráulica y eléctrica por lo cual, el piloto planeó un amerizaje pero el humo entró a la cabina de mando haciendo que una de las alas de la aeronave chocara contra la superficie del mar. De las 19 personas a bordo (8 tripulantes y 11 pasajeros) 16 murieron.[22]
- El 24 de junio de 1966, el vuelo 101 de Air India operado por un Boeing 707-437 con matrícula VT-DMN y bautizado como Kanchenjunga que cubría la ruta de Bombay a Londres, Inglaterra vía Beirut, Líbano y Ginebra, Suiza. En el trayecto de Beirut a Ginebra se reportó un fallo en el VOR, el piloto informó que se encontraban cerca de Mont Blanc, Francia, al parecer los cálculos se hicieron mal y el avión estaba más cerca de lo que se pensaba de la montaña, haciendo que el avión se colisionara contra la misma. Según informes oficiales hubo errores de comunicación y cálculo por parte del piloto lo que hizo que se produjera el accidente. Los 117 ocupantes (11 tripulantes y 106 pasajeros) del avión murieron al momento del impacto.[23]
- El 1 de enero de 1978, el vuelo 855 de Air India operado por un Boeing 747-237B de matrícula VT-EBD y bautizado "Emperador Ashoka" salió de Bombay rumbo a Dubái, Emiratos Árabes Unidos. Un minuto después de despegar el capitán empezó a hacer un viraje hacia la derecha en dirección al Mar Arábigo. Uno de los instrumentos que indica la nivelación del avión respecto al horizonte estaba fallando, y aun estando el avión nivelado dicho instrumento mostraba una inclinación hacia la derecha por lo que el capitán se dispuso a realizar un viraje a la izquierda para lograr la nivelación con el horizonte, el ingeniero de vuelo notó la diferencia entre el ADI del capitán y el alterno que sirve de repuesto, pero al intentar advetir al piloto del hecho ya el avión había descendido más de 2000 pies de altitud y virado cerca de 108° a la derecha haciendo que se estrellara contra el agua a 3 km mar adentro. El avión fue localizado a 10 metros de profundidad. Todos sus 213 ocupantes murieron (23 tripulantes y 190 pasajeros).[24]
- El 22 de junio de 1982, el vuelo 403 de Air India operado por un Boeing 707-437 de matrícula VT-DJJ cubría la ruta de Kuala Lumpur, Malasia hacia Bombay, India el vuelo transcurrió sin contratiempo alguno hasta que al intentar aterrizar en el Aeropuerto Internacional Chhatrapati Shivaji de Bombay, donde se intentó hacer una maniobra conocida como "go-around" (poner el avión nuevamente en vuelo cuando se está a punto de aterrizar) dado que el aterrizaje fue violento, el avión rebotó, una rueda estalló y se encendió una alarma de incendio. La maniobra no se pudo lograr dado que a los pocos metros el avión chocó contra el suelo haciendo que se rompiera. 19 de los 111 ocupantes murieron (3 tripulantes y 15 pasajeros). Según informes la causa del accidente fue que la velocidad de aterrizaje no era la adecuada (la potencia estaba muy reducida) lo que hizo que el aterrizaje fuera demasiado violento.[25]
- El 23 de junio de 1985, el vuelo 182 de Air India operado por un Boeing 747-237B de matrícula VT-EFO y bautizado "Emperador Kanishka" estaba cubriendo la ruta de Montreal, Canadá a Londres, Inglaterra. El avión había tenido un problema en un motor la noche anterior en Toronto cuando llegaba de Fráncfort, Alemania por lo que se efectuó la debida reparación. El vuelo de Toronto a Montreal no tuvo ningún inconveniente, pero mientras se hacía el vuelo de Montreal hacia Londres a 31.000 pies de altura sobre el Océano Atlántico hubo una explosión en el compartimiento de carga de la proa del avión causando una descompresión explosiva, antes de caer al agua, la parte de la popa del avión se separó del resto del fuselaje, el cual se desintegró, las piezas se hundieron a 2 km de profundidad cerca de Cork, Irlanda. En los restos encontrados se encontraron muestras de un artefacto explosivo que fue la causa del accidente. Los 329 ocupantes del avión murieron en el accidente (22 tripulantes y 307 pasajeros). Ese mismo día se registró otra explosión en el Aeropuerto Internacional de Narita en Tokio, Japón. La bomba estaba destinada a otro avión de Air India.[26]
- El 20 de enero de 1999, el vuelo 155 de Air India, operado por un Boeing 747-437 de matrícula VT-EVA, cubría la ruta de Nueva Delhi, India hacia Fráncfort, Alemania. Cuando el avión se aproximaba a la pista 25L en el Aeropuerto de Fráncfort del Meno fue autorizado a aterrizar bajo condiciones visuales adecuadas, al parecer en el tiempo que transcurrió entre la autorización y la llegada del avión al aeropuerto las condiciones de visibilidad empeoraron haciendo que un banco de nubes se posara alrededor de la pista de aterrizaje lo que hizo que el avión se desviara unos 100 pies por encima de la senda de planeo haciendo que el avión aterrizara a 1 km frente a la zona de contacto con la pista haciendo que una parte del tren de aterrizaje se incendiara. El accidente fue controlado por los bomberos del aeropuerto y ninguna de las personas que ocupaban el avión fallecieron.[27]
- El 12 de junio de 2025, el vuelo 171 de Air India, operado por un Boeing 787-8 Dreamliner matriculado VT-ANB, se estrelló durante el despegue en la zona de Meghani Nagar de Ahmedabad, cerca del perímetro del aeropuerto. Murieron 241 personas a bordo, incluyendo 38 en tierra. Solo un pasajero logró sobrevivir al saltar por la ventana de emergencia del avión en el accidente. Es la primera pérdida de casco de un Boeing 787 Dreamliner.[28]

Cabe destacar además que en febrero de 2013 la aerolínea hizo volar algunos de sus Boeing 787 Dreamliner después de que los reguladores dejaran sin volar a los 787 por fallas en las baterías de las aeronaves.